# Circuit Eurolymp
El circuit Eurolymp fou una competició disputada amb diverses proves de les més prestigi al continent, entre elles la Christmas Race de Palamós, Eurolymp Garda i illa de Hayling formada per les categories olímpiques de vela lleugera. Després de la seva desaparició, en 2018 es va formar la EUROSAF 420 Race Circuit.